# باروز
باروز هو فيلم خيالي ملحمي هندي إنتاج 2024 باللغة المالايالامية من إخراج موهانلال في أول ظهور لهو في الإخراج. الفيلم مقتبس من رواية باروز: حارس كنز دغاما للكاتب جيجو بونوز، ومن إنتاج أنتوني بيرومبافور من سينما آشيرفاد . يقوم ببطولته موهانلال في الدور الفخري، مع مايا، سيزار لورينتي راتون، كاليروي تزيافيتا، توهين مينون، وجورو سوماسوندارام في أدوار أخرى مهمة. النتيجة الأصلية كانت من تأليف مارك كيليان، مع أغاني ليديان ناداسوارام .